# Poljski kotrljan
Poljski kotrljan (lat. Eryngium campestre) je biljka iz porodice Apiaceae. Listovi su biljke žilavi i tvrdi, bijelo zelene boje, bodljikavi. Cvjetne grane sivoplave su boje. Raširen je u srednoj i južnoj Europi. Cvate od srpnja do kolovoza. Korijen je ove biljke jestiv, a korištena je i u narodnoj medicini.Jestivi su i posve mladi izdanci.

## Primjena u narodnoj medicini
Osnovna djelovanja: antispaszmodik, aromatik, dijaforetik, diuretik, ekspektorans, galaktofug, stimulans.
Korijen i nadzemni dijelovi sadrže saponine i malo eteričnog ulja. Korijen je blagi spazmolitik ,nadzemni dijelovi diuretik. U ranijim vremenima, korijen je također korišten kao diuretik,te za kašalj i kao lijek koji potiče menstruaciju.

## Vanjske poveznice
PFAF database Eryngiom campestre